# Вибуховий пил

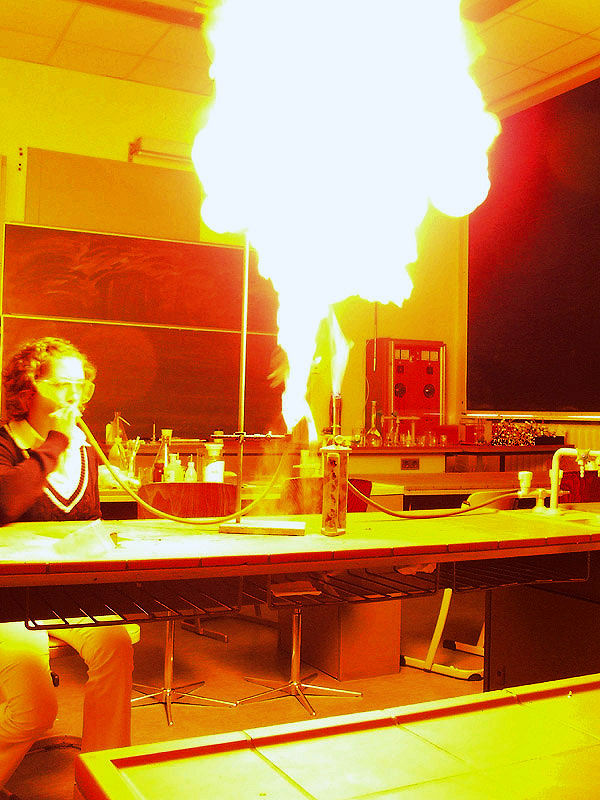
Лабораторна демонстрація горіння пилу лікоподію

Вибуховий пил (рос. взрывчатая пыль, англ. explosive dust, нім. Explosivstaub) — пил, здатний в суміші з повітрям запалюватися (спалахувати) при тепловому і ударно-хвильовому впливі. На підприємствах гірничої промисловості вибуховий пил утворюється з вугілля усіх марок (крім антрацитів), горючих сланців, сірки та її сполук, також виділяють алюмінієвий, магнієвий, ацетатцелюлозний, борошняний, цукровий, сірчаний та ін. пил.
Міра вибуховості пилу залежить від різновиду речовини, що утворює вибуховий пил, дисперсного складу пилу, виділення летких (горючих) речовин при його нагріванні, від вогкості, вмісту золи, концентрації в аеросуміші і інш. Вибуховість пилу зростає із збільшенням його дисперсності. Найбільш вибухонебезпечними є фракції розміром менше за 0,075 мм. Очевидно, це пояснюється тим, що в околиці 0,1—0,075 мм зовнішня питома поверхня пилу різко зростає. Вибуховість пилу знижується із зменшенням виходу летких речовин (вугільний пил перестає вибухати при виході летких речовин менше 6 %), збільшенням зольності (граничне значення зольності для вибухонебезпечного вугільного пилу 86—88 %) і вологості. Температура вибуху вибухового пилу вугілля 575—850 °С.
Мінімальна концентрація вибухонебезпечної пилоповітряної суміші (при якій пил ще здатний вибухати) в залежності від виходу летких речовин і вмісту золи коливається в межах 12-45 г/м3; при вмісті в шахтній атмосфері 1 % метану вона знижується до 6—23 г/м3. Максимальний ефект вибуховості досягається при вмісті в 1 м3 повітря 300—400 г/м3 вугільного пилу, подальше збільшення концентрації пилу до 900—1000 г/м3 вибуховість істотно не збільшує. Максимальна концентрація вибухонебезпечної пилоповітряної суміші (вище якої пил вже не здатний вибухати) 2000—3000 г/м3.
Можливість вибуху пилоповітряної суміші визначається її концентрацією: небезпечною по вибуху концентрацією пилу є 112—500 г/м3, при концентрації понад 1500 г/м3 і менше 30 г/м3 вугільний пил не вибухає.
Вибухові концентрації пилу в шахтах можуть виникати при вибухових роботах, роботі гірничих комбайнів (поблизу робочих органів), не обладнаних засобами пилопригнічення. Небезпечний не тільки пил, завислий у повітрі, але і той, що відклався на поверхні гірничих виробок, оскільки під впливом повітряного поштовху або інш. чинників він може перейти у завислий стан. Для пиловибухозахисту шахт, що розробляють пласти, небезпечні по вибухах пилу, поряд з комплексним знепилюванням шахтного повітря здійснюють спеціальні заходи щодо попередження і локалізації вибухів пилу, засновані на застосуванні води (змивання пилу водою, побілка гірничих виробок, скріплення пилу змочувально-зв'язуючими розчинами і безперервно діючими туманоутворюючими завісами; водяні завіси; жалюзійні перегородки; установка водяних заслонів), інертного пилу (осланцювання гірничих виробок; установка сланцевих заслонів) або одночасно води та інертного пилу. Додатковими мірами є очищення повітря від пилу фільтрами, герметизація обладнання тощо.